# 1547.
◄ | 15. stoljeće | 16. stoljeće | 17. stoljeće | ►
◄ | 1510-ih | 1520-ih | 1530-ih | 1540-ih | 1550-ih | 1560-ih | 1570-ih | ►
◄◄ | ◄ | 1544. | 1545. | 1546. | 1547. | 1548. | 1549. | 1550. | ► | ►►
Arhitektura • Astronomija • Glazba • Kazalište • Kiparstvo • Knjige • Književnost • Kršćanstvo • Medicina • Politika • Pravo • Promet • Slikarstvo • Znanost

## Rođenja
- 24. veljače – Don Juan Austrijski, vojni zapovednik († 1578.)
- 29. rujna? – Miguel de Cervantes, književnik († 1616.)
- 9. listopada – Miguel de Cervantes Saavedra, španjolski pripovjedač i dramatičar († 1616.)
- 18. listopada – Justus Lipsius, humanist († 1606.)

## Smrti
- siječanj – Pietro Bembo, učenjak (* 1470.)
- 27. siječnja – Ana Jagelonska, supruga Ferdinanda I .(* 1503.)
- 28. siječnja – Henrik VIII., kralj Engleske i Irske (* 1491.)
- 25. veljače – Vittoria Colonna, pjesnikinja (* 1490.)
- 31. ožujka – Franjo I., kralj Francuske (* 1494.)
- 21. lipnja – Sebastiano del Piombo, slikar (* ca. 1485)
- 20. srpnja – Beatus Rhenanus, humanista (* 1485.)
- 7. kolovoza – Sveti Kajetan (* 1480.)
- 2. prosinca – Hernán Cortés, španjolski osvajač (* 1485.)
- 28. prosinca – Konrad Peutinger, antikvar (* 1465.)

## Vanjske poveznice
|  | Zajednički poslužitelj ima još gradiva o temi 1547. |